# FK Žalgiris
El FK Žalgiris, también conocido como Žalgiris Vilna, es un club de fútbol con sede en Vilna, la capital de Lituania. Compite en la A lyga, máxima categoría nacional.
La entidad fue creada en 1992 y se convirtió en el máximo exponente de la RSS de Lituania en el sistema de ligas de la Unión Soviética, llegando a finalizar tercero en la temporada 1987 de la Primera División de la URSS. Después de la independencia de Lituania pasó a dominar el fútbol nacional hasta finales de los años 2000, cuando estuvo a punto de desaparecer por problemas financieros. No obstante, los socios lograron refundarla en 2009 y desde el año siguiente permanece en la máxima categoría. Se trata del equipo con más ligas y copas lituanas entre todos los que siguen en activo.
De sus filas han salido internacionales lituanos que luego hicieron carrera en el fútbol europeo, tales como Arunas Morkunas Arminas Narbekovas, Edgaras Jankauskas, Andrius Skerla y Deividas Šemberas.

## Historia
El equipo fue fundado en 1947 como «Dinamo Vilnius» por las autoridades de la República Socialista Soviética de Lituania, con el objetivo de aglutinar a los mejores futbolistas lituanos en un solo equipo con sede en Vilna. Desde su creación compitió en el sistema de ligas de la Unión Soviética, a diferencia de otros clubes lituanos que quedaron relegados a la liga republicana. En 1948 el equipo pasó a llamarse «Spartak Vilnius» y a partir de 1962 adoptó el nombre de «Žalgiris Vilnius».
Durante los años 1960 el equipo consiguió encadenar cuatro ediciones consecutivas en la Primera División de la URSS, desde 1959 hasta 1962. Después de dos décadas en las categorías inferiores, retornó a la élite como campeón de Segunda División en la temporada 1982. La pieza clave en la reconstrucción del club fue el exjugador y entrenador Benjaminas Zelkevičius, al frente de los vilneses desde 1977 hasta 1990. El Žalgiris registró sus mejores resultados en la década de 1980, incluyendo un tercer puesto en la temporada 1987 y la medalla de oro de la Universiada 1987 en representación de la Unión Soviética. Las estrellas de aquel equipo eran el centrocampista Arminas Narbekovas y el delantero Valdas Ivanauskas, quienes más tarde hicieron carrera profesional en el fútbol internacional.
Tras la independencia de Lituania, el Žalgiris abandonó el sistema de ligas soviético para integrarse en la nueva Federación Lituana de Fútbol. Los resultados en las primeras temporadas fueron positivos gracias a la conquista de dos ligas (1991 y 1991-92) y tres copas (1991, 1993 y 1994), todas ellas bajo el liderazgo del ariete Edgaras Jankauskas. No obstante, el equipo ganó su última liga en 1999 y a continuación se vio eclipsado en los años 2000 por el emergente FBK Kaunas.
La crisis económica de Lituania tuvo un impacto negativo sobre el fútbol nacional. En 2008 el propietario Vadim Kastujev fue arrestado por evasión de impuestos, por lo que el histórico Žalgiris se quedó sin apoyo financiero y al borde de la desaparición. Luego de que la Federación les retirase la licencia profesional, en 2009 los socios tomaron el control del club para refundarlo como «VMFD Žalgiris» y competir desde la segunda división. Un año más tarde regresó a la máxima categoría.
Con la desaparición del FBK Kaunas y del Ekranas, el Žalgiris volvió a dominar la competencia nacional. En 2012 puso fin a la mala racha de resultados al conquistar la Copa Lituana, y después encadenó cuatro ligas consecutivas desde 2013 hasta 2016. La entidad ha recuperado su nombre tradicional en 2015.

## Estadio

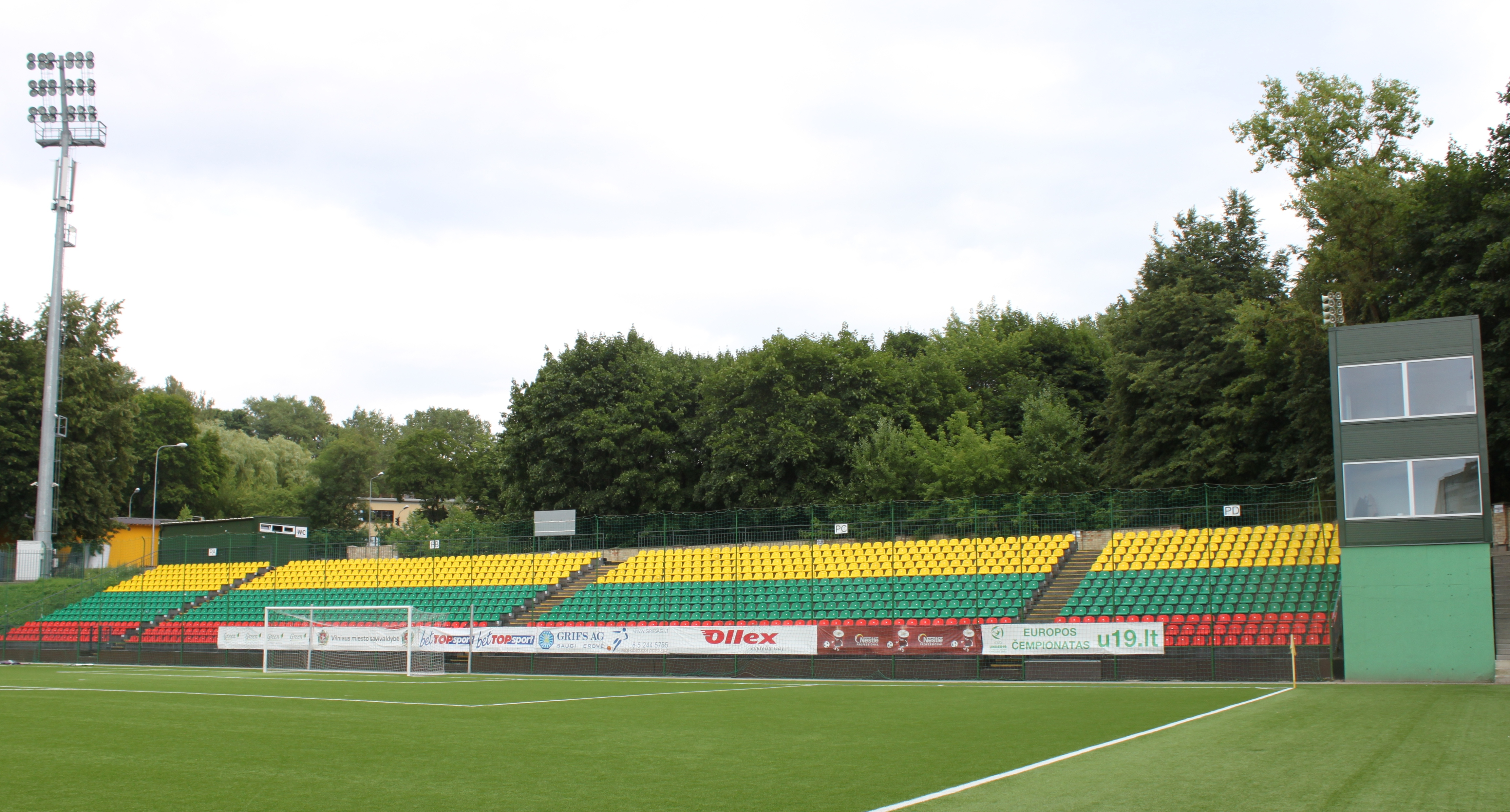
Tribuna del estadio LFF.

El Žalgiris disputa sus partidos en el Estadio LFF de Vilna, propiedad de la Federación Lituana de Fútbol. Se trata de un recinto con aforo para 5000 espectadores y césped artificial. La entidad debe compartirlo con la selección nacional de Lituania y con otros clubes como el FK Trakai.
El campo tradicional era el estadio Žalgiris, considerado el más grande de Lituania con un aforo de 15 000 espectadores. La instalación permaneció abierta desde su inauguración en 1951 hasta 2011, cuando el club dejó de mantenerla para ocupar el nuevo estadio de la Federación. El recinto permaneció abandonado los siguientes cinco años y en 2016 fue demolido para construir bloques de viviendas.

## Entrenadores

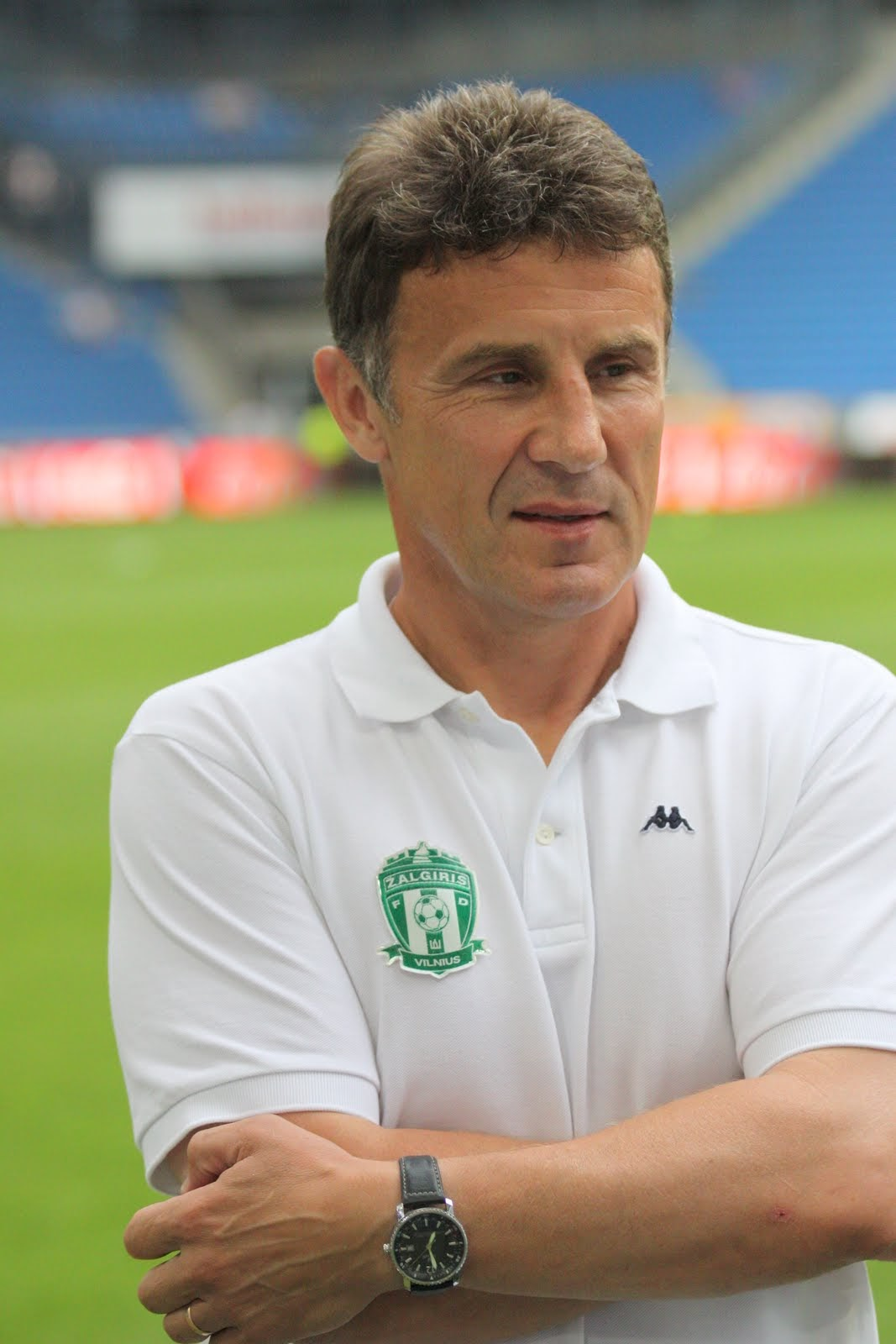
Marek Zub dirigió al club entre 2012 y 2014, ganando dos A Lyga, una copa nacional y una supercopa.

- Voldemaras Jaškevičius (1947)
- Jaroslavas Citavičius (1947–48)
- Georgy Glazkov (1948–1951)
- Andrey Protasov (1951)
- Jurij Chodotov (1952–1953)
- Stasys Paberžis (1953–57)
- Vytautas Saunoris (1958–60)
- Zenonas Ganusauskas (1961–62)
- Serafim Kholodkov (1963–65)
- Juozas Vaškelis (1966–67)
- Algirdas Vosylius (1968–71)
- Serafim Kholodkov (1971–1973)
- Algirdas Klimkevičius (1974–76)
- Benjaminas Zelkevičius (1977–83)
- Algimantas Liubinskas (1983–85)
- / Benjaminas Zelkevičius (1985–91)
- Vytautas Jančiauskas (1991–92)
- Benjaminas Zelkevičius (1992–95)
- Eugenijus Riabovas (1996–01)
- Kęstutis Latoža (2002)
- Eugenijus Riabovas (2003–04)
- Kęstutis Latoža (2004–05)
- Saulius Širmelis (2005)
- Arminas Narbekovas (2005–06)
- Igoris Pankratjevas (2006)
- Viatscheslav Mogilniy (2008)
- Mindaugas Čepas (2008–09)
- Igoris Pankratjevas (2009–10)
- Vitalijus Stankevičius (2011)
- Damir Petravić (2012)
- Marek Zub (2012–14)
- Valdas Dambrauskas (2014–17)
- Aleksandr Brazevich (2017)
- Aurelijus Skarbalius (2017–18)
- Valdas Urbonas (2018–19)[6][7]
- Marek Zub (2019)[8]
- João Luís Martins (2019)[9][10]
- Alyaksey Baha (2020)[11]
- Vladimir Cheburin (2021–)[12]

## Palmarés
| Competición                | Títulos | Subcampeonatos                                                               |
| -------------------------- | --- | ---------------------------------------------------------------------------- |
| A lyga (11)                | 1991, 1991–92, 1998–99, 2013, 2014, 2015, 2016, 2020, 2021, 2022, 2024                                     | 1992–93, 1993–94, 1996–97, 1997–98, 1999, 2000, 2011, 2012, 2017, 2018, 2019 |
| Copa de Lituania (14)      | 1991, 1992–93, 1993–94, 1996–97, 2003, 2011–12, 2012–13, 2013–14, 2014–15, 2015–16, 2016, 2018, 2021, 2022 | 1990, 1992, 1995, 2000, 2001, 2017                                           |
| Supercopa de Lituania (8)  | 2003, 2013, 2014, 2015, 2016, 2017, 2020, 2023                                                             | 2019, 2021, 2022                                                             |
| Primera Liga Soviética (1) | 1982 |                                                                              |

## Participación en competiciones de la UEFA
| Temporada | Torneo                 | Ronda            | País                | Club                    | Marcador | Resultado        |
| --------- | ---------------------- | ---------------- | ------------------- | ----------------------- | -------- | ---------------- |
| 1988–89   | UEFA Cup               | 1                | Austria             | FK Austria Wien         | 3–2, 3–2 | 4-5              |
| 1989–90   | UEFA Cup               | 1                | Suecia              | IFK                     | 2–0, 0–1 | 2–1              |
| 1989–90   | UEFA Cup               | 2                | Yugoslavia          | Red Star Belgrade       | 1–4, 0–1 | 1–5              |
| 1992–93   | UEFA Champions League  | 1                | Países Bajos        | PSV                     | 0–6, 0–2 | 0-8              |
| 1993–94   | Cup Winners' Cup       | Clasificatoria 1 | Eslovaquia          | Košice                  | 0-2, 0-1 | 0–3              |
| 1994–95   | Cup Winners' Cup       | Clasificatoria 1 | Gales               | Barry Town              | 1–0, 6–0 | 7–0              |
| 1994–95   | Cup Winners' Cup       | 1                | Países Bajos        | Feyenoord               | 1–1, 1–2 | 2–3              |
| 1995–96   | Cup Winners' Cup       | Clasificatoria 1 | Eslovenia           | NK Mura                 | 2–0, 1–2 | 3–2              |
| 1995–96   | Cup Winners' Cup       | 1                | Turquía             | Trabzonspor             | 2–2, 0–1 | 2–3              |
| 1996–97   | UEFA Cup               | Preliminar       | Irlanda del Norte   | Crusaders               | 2–0, 1–2 | 3–2              |
| 1996–97   | UEFA Cup               | 1                | Escocia             | Aberdeen                | 1–4, 3–1 | 4–5              |
| 1997–98   | Cup Winners' Cup       | Clasificatoria 1 | Israel              | Hapoel Be'er Sheva      | 0–0, 1–2 | 1-2              |
| 1998–99   | UEFA Cup               | Clasificatoria 1 | Islandia            | ÍA                      | 2–3, 1–0 | 3–3 (a)          |
| 1998–99   | UEFA Cup               | Clasificatoria 2 | Noruega             | Brann                   | 0–1, 0–0 | 0–1              |
| 1999–00   | UEFA Champions League  | Clasificatoria 1 | Armenia             | Araks Ararat            | 2–0, 3–0 | 5-0              |
| 1999–00   | UEFA Champions League  | Clasificatoria 2 | Ucrania             | Dynamo Kiev             | 0–2, 0–1 | 0-3              |
| 2000–01   | UEFA Cup               | Clasificatoria 1 | Polonia             | Ruch Chorzów            | 2–1, 0–6 | 2–7              |
| 2001–02   | UEFA Cup               | Clasificatoria 1 | Israel              | Maccabi Tel Aviv        | 0–6, 0–1 | 0–7              |
| 2002      | UEFA Intertoto Cup     | 1                | Hungría             | Honvéd                  | 1–0, 0–0 | 1–0              |
| 2002      | UEFA Intertoto Cup     | 2                | Francia             | Sochaux                 | 0–2, 1–2 | 1–4              |
| 2003      | UEFA Intertoto Cup     | 1                | Suecia              | Örgryte IS              | 1–1, 0–3 | 1–4              |
| 2004–05   | UEFA Cup               | Clasificatoria 1 | Irlanda del Norte   | Portadown               | 2–2, 2–0 | 4–2              |
| 2004–05   | UEFA Cup               | Clasificatoria 2 | Dinamarca           | Aalborg BK              | 1–3, 0–0 | 1–3              |
| 2005      | UEFA Intertoto Cup     | 1                | Irlanda del Norte   | Lisburn Distillery F.C. | 1–0, 1–0 | 2–0              |
| 2005      | UEFA Intertoto Cup     | 2                | Letonia             | Dinaburg FC             | 2–0, 1–2 | 3–2              |
| 2005      | UEFA Intertoto Cup     | 3                | Grecia              | Egaleo FC               | 3–1, 2–3 | 5–4              |
| 2005      | UEFA Intertoto Cup     | Semifinal        | Rumania             | CFR Cluj                | 1–2, 1–5 | 2–7              |
| 2012–13   | UEFA Europa League     | Clasificatoria 2 | Austria             | Admira Wacker Mödling   | 1–1, 1–5 | 2–6              |
| 2013–14   | UEFA Europa League     | Clasificatoria 1 | Irlanda             | St. Patrick's Athletic  | 2–2, 2–1 | 4–3              |
| 2013–14   | UEFA Europa League     | Clasificatoria 2 | Armenia             | FC Pyunik               | 2–0, 1–1 | 3–1              |
| 2013–14   | UEFA Europa League     | Clasificatoria 3 | Polonia             | KKS Lech Poznań         | 1–0, 1–2 | 2–2 (v.)         |
| 2013–14   | UEFA Europa League     | Play-Offs        | Austria             | FC Red Bull Salzburg    | 0–5, 0–2 | 0–7              |
| 2014–15   | UEFA Champions League  | Clasificatoria 2 | Croacia             | Dinamo Zagreb           | 0–2, 0–2 | 0-4              |
| 2015-16   | UEFA Champions League  | Clasificatoria 2 | Suecia              | Malmö FF                | 0-0, 0-1 | 0-1              |
| 2016–17   | UEFA Champions League  | Clasificatoria 2 | Kazajistán          | Astana                  | 0–0, 1–2 | 1–2              |
| 2017-18   | UEFA Champions League  | Clasificatoria 2 | Bulgaria            | Ludogorets              | 2-1, 1-4 | 3-5              |
| 2018-19   | UEFA Europa League     | Ronda preliminar | Islas Feroe         | Klaksvík                | 2–1, 1–1 | 3–2              |
| 2018-19   | UEFA Europa League     | Clasificatoria 1 | Liechtenstein       | Vaduz                   | 1–0, 1–1 | 2–1              |
| 2018-19   | UEFA Europa League     | Clasificatoria 2 | España              | Sevilla                 | 0–5, 0–1 | 0–6              |
| 2019-20   | UEFA Europa League     | Clasificatoria 1 | Hungría             | Honvéd                  | 1–1, 1–3 | 2–4              |
| 2020-21   | UEFA Europa League     | Clasificatoria 1 | Estonia             | Paide Linnameeskond     | 2–0      | 2–0              |
| 2020-21   | UEFA Europa League     | Clasificatoria 2 | Noruega             | Bodø/Glimt              | 1–3      | 1–3              |
| 2021-22   | UEFA Champions League  | Clasificatoria 1 | Irlanda del Norte   | Linfield                | 3–1, 2–1 | 5–2              |
| 2021-22   | UEFA Champions League  | Clasificatoria 2 | Hungría             | Ferencváros             | 1–3, 0–2 | 1–5              |
| 2021-22   | UEFA Europa League     | Clasificatoria 3 | Eslovenia           | Mura                    | 0–1, 0–0 | 0–1              |
| 2021-22   | UEFA Conference League | Play-off         | Noruega             | Bodø/Glimt              | 2–2, 0–1 | 2–3              |
| 2022-23   | UEFA Champions League  | Clasificatoria 1 | Kosovo              | Ballkani                | 1-0, 1-1 | 2-1              |
| 2022-23   | UEFA Champions League  | Clasificatoria 2 | Suecia              | Malmö FF                | 1-0, 2-0 | 3-0              |
| 2022-23   | UEFA Champions League  | Clasificatoria 3 | Noruega             | FK Bodø/Glimt           | 1-1, 0-5 | 1-6              |
| 2022-23   | UEFA Europa League     | Playoff          | Bulgaria            | PFC Ludogorets Razgrad  | 3-3, 0-1 | 3-4              |
| 2022-23   | UEFA Conference League | Fase de grupos   | Suiza               | FC Basel                | 0-1, 2-2 | 4.º lugar        |
| 2022-23   | UEFA Conference League | Fase de grupos   | Eslovaquia          | SK Slovan Bratislava    | 1-2, 0-0 | 4.º lugar        |
| 2022-23   | UEFA Conference League | Fase de grupos   | Armenia             | FC Pyunik               | 2-1, 0-2 | 4.º lugar        |
| 2023-24   | UEFA Champions League  | Clasificatoria 1 | Macedonia del Norte | FC Struga               | 0-0, 2-1 | 2-1              |
| 2023-24   | UEFA Champions League  | Clasificatoria 2 | Turquía             | Galatasaray SK          | 2-2, 0-1 | 2-3              |
| 2023-24   | UEFA Europa League     | Clasificatoria 3 | Suecia              | BK Häcken               | 1-3, 0-5 | 1-8              |
| 2023-24   | UEFA Conference League | Playoff          | Hungría             | Ferencvárosi TC         | 0-4, 0-3 | 0-7              |
| 2024-25   | UEFA Conference League | Clasificatoria 1 | Finlandia           | Vaasan Palloseura       | 1-0, 2-1 | 3-1              |
| 2024-25   | UEFA Conference League | Clasificatoria 2 | Chipre              | Pafos                   | 2-1, 0-3 | 2-4              |
| 2025-26   | UEFA Champions League  | Clasificatoria 1 | Malta               | Ħamrun Spartans         | 2-0, 0-2 | 2-2 (10-11) (p.) |
| 2025-26   | UEFA Conference League | Clasificatoria 2 | Irlanda del Norte   | Linfield FC             | 0-0, 0-2 | 0-2              |